# Star Wars: L'Impero a pezzi
Star Wars: L'Impero a pezzi (Star Wars: Shattered Empire), nota anche come L'Impero a pezzi, è una miniserie a fumetti statunitense ambientata nell'universo fantascientifico di Guerre stellari scritta da Greg Rucka, disegnata da Marco Checchetto. I quattro albi che compongono la serie sono stati pubblicati da Marvel Comics tra il 9 settembre e il 21 ottobre 2015 e fanno parte del progetto "Viaggio verso Star Wars: Il risveglio della Forza".
Gli eventi del fumetto partono subito dopo gli eventi della battaglia di Endor, visti nel film del 1983 Il ritorno dello Jedi. Il fumetto presenta i genitori del pilota di X-wing della Resistenza Poe Dameron, comparso nel film Star Wars - Il risveglio della Forza, entrambi membri dell'Alleanza Ribelle. La madre di Poe è Shara Bey, un pilota A-wing in missione con la Principessa Leila, mentre suo padre è Kes Dameron, che è parte di una squadra speciale guidata da Ian Solo. La storia vede anche gli altri storici protagonisti della serie come Luke Skywalker, Chewbecca e Lando Calrissian. Fa parte del nuovo canone di Guerre stellari.

## Trama
In seguito alla vittoria dell'Alleanza Ribelle nella battaglia di Endor, Shara Bey, una pilota di A-wing, e il marito Kes Dameron, membro della squadra d'assalto, si ritrovano per i festeggiamenti. L'indomani l'intera squadra deve ripartire per una nuova missione: distruggere un avamposto imperiale all'estremità opposta di Endor. Dopo aver conquistato la base, C-3PO scopre nei computer imperiali l'esistenza di piani per proseguire a oltranza la guerra, chiamati Operazione Cenere. Questi piani prendono forma qualche settimana dopo; mentre la Principessa Leila e Shara Bey sono in missione diplomatica su Naboo per chiedere sostegno e collaborazione per quando verrà il momento di formare il nuovo Senato, sul pianeta si scatenano misteriose tempeste e uragani causate dalla flotta imperiale.
Intanto su Tayron la squadra d'assalto di Ian Solo e Kes Dameron riesce a penetrare all'interno dell'Ufficio di Sicurezza Imperiale e a sequestrare gli archivi. C-3PO riesce così a scoprire nei computer tutte le informazioni sull'Operazione Cenere in atto su Naboo. Leila, Shara e la Regina Soruna sono le sole persone rimaste sul pianeta capaci di lottare: Shara difende le altre compagne dall'attacco dei caccia TIE, mentre Leila e Soruna distruggono i satelliti che permettono alla flotta imperiale di scatenare le tempeste sul pianeta. In loro soccorso giunge anche Lando Calrissian che distrugge lo star destroyer del capitano Duvat e sconfigge la flotta imperiale.
Al comando della flotta ribelle si fa il punto della situazione: nonostante aver sventato l'Operazione Cenere restano ancora numerosi gli atti di rappresaglia delle forze rimaste fedeli all'Impero. La cessazione delle ostilità sembra ancora lontana. Shara, che sperava di ottenere il congedo assieme a Kes, viene reclutata da Luke Skywalker per una missione di recupero. Travestita da Comandante Beck, Shara si finge un ispettore di sicurezza e assieme al Jedi salgono sullo star destroyer del comandante Hurrok per recuperare due piccoli alberi, tutto ciò che rimane dell'antico albero che si trovava nel tempio Jedi a Coruscant. Il piano dei due ribelli viene smascherato ma Luke disarma tutti i soldati e distrugge l'astronave di Hurrok. La missione è compiuta e Shara può finalmente congedarsi dall'esercito per vivere finalmente una vita tranquilla con Ken e il loro figlio Poe Dameron.

## Pubblicazione
Nel mese di marzo 2015, la Lucasfilm ha annunciato "Viaggio verso Star Wars: Il risveglio della Forza", un'iniziativa editoriale che consiste in almeno 20 romanzi e fumetti che dovrebbero collegare il film Il risveglio della Forza, con i film precedenti e i successivi sequel. L'Impero a pezzi è stato annunciato nel mese di agosto 2015, scritto da Rucka e disegnata da Checchetto. Ambientato subito dopo Il ritorno dello Jedi, il fumetto si concentra sul pilota di A-wing Shara Rey ma ripropone i personaggi classici come Luke, Leila, Ian, Chewbecca, Lando con ruoli secondari. Shara e il marito, Kes Dameron, sono i genitori del pilota della Resistenza Poe Dameron, introdotto nel film del 2015 Il risveglio della Forza. Nel creare la storia, Rucka ha collaborato con Rayne Roberts, Kiri Hart, Pablo Hidalgo, e Leland Chee, parte dello story-group della Lucasfilm. La miniserie in quattro parti è stata pubblicata dalla Marvel Comics tra il 9 settembre e il 21 ottobre 2015. In Italia il fumetto è stato pubblicato in due volumi, usciti rispettivamente il 5 novembre e il 3 dicembre 2015.
| Edizione statunitense | Edizione statunitense | Edizione italiana | Edizione italiana |
| N.                    | Data di uscita        | N.                | Data di uscita    |
| --------------------- | --------------------- | ----------------- | ----------------- |
| 1                     | 9 settembre 2015      | 1                 | 5 novembre 2015   |
| 2                     | 7 ottobre 2015        | 1                 | 5 novembre 2015   |
| 3                     | 14 ottobre 2015       | 2                 | 3 dicembre 2015   |
| 4                     | 21 ottobre 2015       | 2                 | 3 dicembre 2015   |

## Accoglienza
Joshua Yehl di IGN ha elogiato il "dialogo schietto e affascinante" di Rucka mentre definì i disegni di Checchetto "piuttosto spettacolari", sottolineando che "L'Impero a pezzi offre una storia più salda e adulta rispetto a qualsiasi altro fumetto di Guerre stellari della Marvel". Sean Keane del New York Daily News ha scritto che Rucka "fa un lavoro incredibile nell'evidenziare i momenti intimi di una grande storia". Ha aggiunto anche che "Checchetto si dimostra abile a rappresentare due grandi battaglie e i momenti più profondi, con uno stile espressivo. I nuovi personaggi, sia umani e non umani, sono ben progettate e visivamente caratteristici."